# 表皮細胞増殖因子
表皮細胞増殖因子（KGF、Keratinocyte Growth Factor、ケラチノサイト・グロースファクター）)は、成長因子の1つ。FGF（線維芽細胞増殖因子）の1種でもあり、FGF-7とも呼ばれる。下記のとおり多数の別称をもつ。
- ケラチノサイト増殖因子[3]
- ケラチノサイト成長因子[4]
- ケラチン細胞増殖因子[5]
- 角質細胞増殖因子[6][7][8]

## 歴史
1989年にJ S Rubin、H Osadaらが発見した。この際、論文のタイトル内で「上皮細胞で新たに同定された、特異的な成長因子」と報告されている論文中で暫定的に用いられた名称がKGF（ケラチノサイト増殖因子）であり、以後もこの名称（および類似の名称）が定着した（冒頭記述のとおり）。国内の医学論文で「KGF」を主題とした論文では「表皮細胞増殖因子（KGF）」のタイトルで発表されているこのため、当頁の名称は「表皮細胞増殖因子」を採用している（以下、略称のKGFを用いる）。

### 発見の動機
皮膚にとくに大きな影響を与える細胞は「線維芽細胞」と「上皮細胞」である。このうち「線維芽細胞の増殖は促進するが、上皮細胞の増殖は促進しない」という成長因子は、すでに発見されていた。血小板由来増殖因子（PDGF）などである。この事実から「逆に、線維芽細胞の増殖は促進せず、上皮細胞の増殖は促進する」という成長因子が存在するのではないかと、考えられた。そのような因子を探索し、発見したのがRubinとOsadaらである。

## 性質

### 発生
KGFは線維芽細胞から発生する 。線維芽細胞から発生するが、①線維芽細胞にはほぼ作用せず、②上皮細胞に作用する。この①、②の性質（発生した細胞に作用せず、別の細胞に作用する性質）をもつ増殖因子は「パラクリン型増殖因子」と呼ばれる。KGFはこの「パラクリン型」の増殖因子である。

### 作用発現
KGFの作用は、KGF受容体（KGFR＝KGF Receptor）との結合によって起こる。KGF受容体は、上皮細胞に存在する。上皮細胞は、下記4つの細胞を総称したものである（つまり、これらの場所にKGF受容体が存在する）。
- 表皮細胞（体表面を覆う）
- 上皮細胞（管腔臓器の粘膜を構成する）※狭義の上皮細胞
- 腺房細胞（外分泌腺を構成する）
- 腺細胞（内分泌腺を構成する）

なお、プロテオグリカンはKGFを含めた線維芽細胞増殖因子と、受容体の結合を安定化させることが報告されている（端的にいうと、プロテオグリカンはKGFの作用にプラスとなる可能性がある）。

## 使用
化粧品表示名称は『ヒト遺伝子組換ポリペプチド-3』（rh-Polypeptide-3）である。旧称は『ヒトオリゴペプチド-5』であった。（※ポリペプチドとオリゴペプチドの混同に注意されたい）